# Hung Up
Hung Up ist ein Lied der US-amerikanischen Sängerin Madonna aus dem Jahr 2005.

## Entstehung und Veröffentlichung
Das Lied wurde von der Interpretin selbst, zusammen mit Stuart Price, getextet und produziert. Die Komposition basiert auf einem Sample zu ABBAs Gimme! Gimme! Gimme! (A Man After Midnight), für dessen Komposition Benny Andersson und Björn Ulvaeus verantwortlich zeichneten. Madonna erhielt persönlich die Erlaubnis von Andersson und Ulvaeus. Nach Rumble in the Jungle von den Fugees und Fly with Me von 98 Degrees ist dies eines der wenigen Male, dass diese die Erlaubnis erteilt haben, einen ihrer Songs zu sampeln.
Die Erstveröffentlichung von Hung Up erfolgte als Single am 17. Oktober 2005 bei Warner Bros. Records. Am 11. November 2005 erschien das Lied als Teil von Madonnas zehntem Studioalbum Confessions on a Dance Floor.

## Inhalt
Musikalisch ist Hung Up von der Popmusik der 1980er-Jahre beeinflusst, mit einem tuckernden Groove und einem Refrain sowie einer tickenden Uhr im Hintergrund, die auf die Angst vor Zeitverschwendung hinweist. Textlich handelt ist das Lied aus der Perspektive einer Frau geschrieben, die in einer Liebesbeziehung festgefahren ist. Es thematisiert die ständige Warterei auf einen Anruf der geliebten Person und davon, diese Situation nicht mehr ertragen zu wollen („I'm fed up.  I'm tired of waiting on you“).

## Musikvideo
Das Musikvideo zu Hung Up entstand unter der Regie von Johan Renck und ist eine Hommage an John Travolta sowie an das Tanzen im Allgemeinen. Anfang 2025 zählte es über 517 Millionen Aufrufe auf der Videoplattform YouTube.

## Kommerzieller Erfolg

### Chartplatzierungen
Das Lied war Madonnas 36. Top-10-Single in den US-amerikanischen Billboard Hot 100, womit sie sich mit Elvis Presley als Künstlerin mit den meisten Top-10-Einträgen verband.
| ChartsChartplatzierungen       | Höchstplatzierung | Wochen |
| ------------------------------ | ----------------- | ------ |
| Deutschland (GfK)              | 1 (28 Wo.)        | 28     |
| Österreich (Ö3)                | 1 (30 Wo.)        | 30     |
| Schweiz (IFPI)                 | 1 (99 Wo.)        | 99     |
| Vereinigte Staaten (Billboard) | 7 (20 Wo.)        | 20     |
| Vereinigtes Königreich (OCC)   | 1 (40 Wo.)        | 40     |

| ChartsJahrescharts (2005)    | Platzierung |
| ---------------------------- | ----------- |
| Deutschland (GfK)            | 18          |
| Österreich (Ö3)              | 12          |
| Schweiz (IFPI)               | 18          |
| Vereinigtes Königreich (OCC) | 8           |

| ChartsJahrescharts (2006)      | Platzierung |
| ------------------------------ | ----------- |
| Deutschland (GfK)              | 11          |
| Österreich (Ö3)                | 11          |
| Schweiz (IFPI)                 | 10          |
| Vereinigte Staaten (Billboard) | 91          |
| Vereinigtes Königreich (OCC)   | 63          |

### Auszeichnungen für Musikverkäufe
| Land/Region                  | Auszeichnungen für Musikverkäufe (Land/Region, Auszeichnung, Verkäufe) | Verkäufe  |
| ---------------------------- | ---------------------------------------------------------------------- | --------- |
| Australien (ARIA)            | Platin                                                                 | 70.000    |
| Belgien (BRMA)               | Platin                                                                 | 50.000    |
| Dänemark (IFPI)              | 3× Platin                                                              | 24.000    |
| Deutschland (BVMI)           | 3× Gold                                                                | 450.000   |
| Frankreich (SNEP)            | Gold                                                                   | 490.000   |
| Italien (FIMI)               | Platin                                                                 | 100.000   |
| Japan (RIAJ)                 | Platin (Single) · + 2× Platin (Ringtone)                               | 750.000   |
| Kanada (MC)                  | 2× Platin                                                              | 40.000    |
| Neuseeland (RMNZ)            | Platin                                                                 | 30.000    |
| Schweden (IFPI)              | 3× Platin                                                              | 60.000    |
| Schweiz (IFPI)               | Gold                                                                   | 25.000    |
| Spanien (Promusicae)         | Gold                                                                   | 30.000    |
| Vereinigte Staaten (RIAA)    | Platin                                                                 | 1.400.000 |
| Vereinigtes Königreich (BPI) | 2× Platin                                                              | 1.200.000 |
| Insgesamt                    | 4× Gold · 19× Platin ·                                                 | 4.739.000 |

Hauptartikel: Madonna (Künstlerin)/Auszeichnungen für Musikverkäufe